# پارک طبیعت بش‌تاش
پارک طبیعت بش‌تاش (به قرقیزی: Беш-Таш табият паркы، بەش تاش تابىيات پاركى) یک پارک طبیعت در قرقیزستان است که در شهرستان تلاس واقع شده‌است.